# Ismo Falck
Ismo Kalevi Falck  (ur. 22 sierpnia 1966 w Paltamo) – fiński łucznik sportowy. Srebrny medalista olimpijski z Barcelony.
Brał udział w dwóch igrzyskach (IO 88, IO 92). W 1992 medal zdobył w drużynie, tworzyli ją ponadto Tomi Poikolainen i Jari Lipponen.